# Seznam francoskih fotomodelov
Seznam francoskih fotomodelov.

## A
- Claudine Auger

## B
- Bambou (Caroline Von Paulus)
- Brigitte Bardot
- Carla Bruni

## C
- Laetitia Casta
- Aurelie Claudel

## D
- Mireille Darc
- Arielle Dombasle

## F
- Lolo Ferrari
- Carol Ficatier

## G
- Noelia Garcia

## K
- Elizabeth Katz

## L
- Jennifer Lamiraqui
- Noémie Lenoir
- Rebecca Lord

## M
- Ally Mac Tyana
- Audrey Marnay
- Christiane Martel
- Anna Mouglalis

## N
- Hellé Nice

## P
- Vanessa Paradis
- Niki de Saint Phalle

## S
- Dominique Sanda

## V
- Marie de Villepin